# Charles Melville Hays
Charles Melville Hays (16 de maio d 1856 – 15 de abril de 1912) foi o presidente da Grand Trunk Railway. Ele começou a trabalhar no ramo de ferrovias como balconista com idade de 17 anos e rapidamente subiu as posições de administração para se tornar o Gerente Geral da Wabash Railroad. Se tornou Vice-Presidente da companhia em 1889 e permaneceu como tal até 1896 quando se tornou Diretor Geral da Grand Trunk Railway (GTR) do Canadá.
Hays deixou a GTR por um curto período de tempo para se tornar Presidente da Southern Pacific Railway Company mas retornou a GTR após um ano. Como Vice-Presidente e Diretor Geral da GTR, se credita a ele manter a companhia longe da falência. Em 1909, se tornou  presidente da GTR e todas as suas linhas consolidadas, ferrovias subsidiárias e empresas de navios a vapor. Foi reconhecido por sua filantropia e recebeu a Ordem do Sol Nascente, terceira classe, do Imperador do Japão em 1907.
Se credita ainda a Hays a formação da Grand Trunk Pacific Railway (GTP), um sonho que ele teve em criar uma segunda ferrovia transcontinental nas fronteiras do Canadá. Ele também é culpado pela insolvência da GTR e da GTP. Morreu antes de seu sonho ser completo durante o naufrágio do RMS Titanic. Antes que o navio colidisse com um iceberg, Hays fez uma declaração profética sobre o desastre. Seu corpo foi recuperado e enterrado em Montreal. Sua esposa e uma das quatro filhas a bordo do navio se salvaram.

## Titanic
Em abril de 1912, Hays estava em Londres solicitando apoio financeiro para a GTP. Ele estava ansioso para voltar ao Canadá para a abertura do  Château Laurier em Ottawa, Ontário, nome dado em homenagem ao Primeiro Ministro Wilfrid Laurier. A abertura de gala deste hotel foi fixada para 25 de abril de 1912. Hays também recebeu notícias de que sua filha Louise estava tendo dificuldades com a gravidez.
Além disso, ele deve ter tido negócios com J. Bruce Ismay, presidente da White Star Line; de qualquer maneira, Ismay convidou Hays para se juntar a ele no RMS Titanic. Hays, sua esposa, Clara, sua filha, Orian, seu genro, Thornton Davidson, sua secretária, Srta. Vivian Payne e sua criada, Srta. Mary Anne Perreault, dividiam uma luxuosa cabine (cabine B69) do Convés de Passeio.
às 23:40 de 14 de abril de 1912, o Titanic atingiu um iceberg. Hays ajudou as mulheres de seu grupo a embarcar em um dos 20 botes salva-vidas, mas ele, seu genro e seu secretário permaneceram no navio e pereceram quando o navio afundou, junto a outros 1.500 passageiros e tripulação do Titanic.
Relata-se que Hays teria feito uma observação profética na noite do desastre; criticando a forma como as linhas de navio a vapor estavam competindo para ganhar passageiros com embarcações cada vez mais rápidas, ele teria comentado: "Chegará a hora em breve quando essa tendência será marcada por um espantoso desastre."

## Morte
O corpo de Hays foi recuperado das águas do Atlântico Norte pelo navio Minia e foi enterrado no Mount Royal Cemetery em Montreal. Dois funerais foram feitos para ele em 8 de maio – um na American Presbyterian Church em Montreal, o outro em Londres na Igreja de St Edmund, King and Martyr.

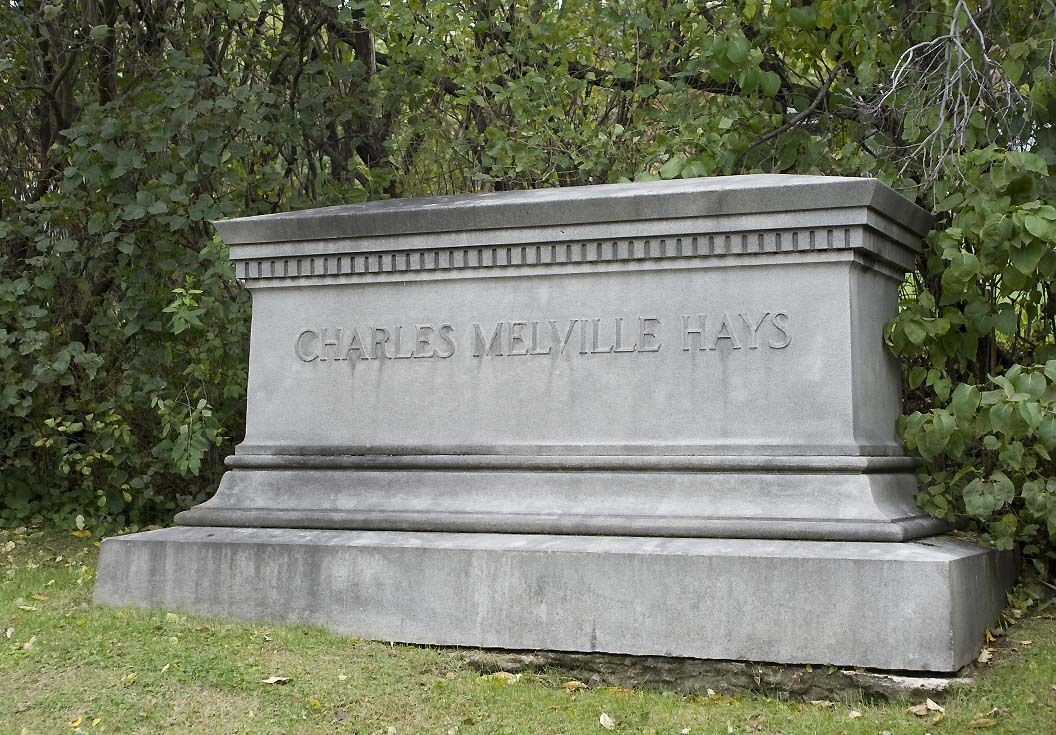
Lápide de C.M. Hays em Montreal